# 100-мм полевая пушка образца 1944 года (БС-3)
БС-3 (Индекс ГАУ — 52-П-412) — советская пушка калибра 100 мм.
Полное официальное название орудия — 100-мм полевая пушка образца 1944 года (БС-3). Она активно и успешно использовалась на завершающем этапе Великой Отечественной войны, в первую очередь для борьбы с тяжёлыми танками Pz.Kpfw.VI Ausf.Е «Тигр» и Pz.Kpfw.V «Пантера», в том числе и более тяжёлыми танками Pz.Kpfw.VI Ausf.В «Королевский тигр», и имела возможность также эффективно использоваться как корпусная пушка для стрельбы с закрытых позиций. После окончания войны она долго состояла на вооружении Советской Армии, послужила базой для создания семейства мощных противотанковых пушек, использующихся в вооружённых силах России в настоящее время. Это орудие также продавалось или передавалось другим государствам, в некоторых из них оно до сих пор стоит на вооружении. В России пушки БС-3 состоят (2011 год) в качестве орудия береговой обороны на вооружении 18-й пулемётно-артиллерийской дивизии, дислоцированной на Курильских островах, а также довольно значительное количество их имеется на хранении.

## История создания
Пушка БС-3 представляет собой адаптацию морского орудия Б-34 для сухопутного применения, выполненную под руководством известного советского конструктора-оружейника В. Г. Грабина. Пушка принята на вооружение постановлением ГКО СССР от 7 мая 1944 года.

## Организационно-штатная структура
БС-3 состояла на вооружении двенадцати истребительно-противотанковых артиллерийских бригад (семь бригад по 1 полку из 16 БС-3 и по 2 полка по 20 ЗИС-3; пять бригад в составе полка с 16 БС-3, полка с 20 ЗИС-3 и полка с 20 57-мм ЗИС-2) сформированных к 1 января 1945 года, и шести лёгких артиллерийских бригад трёхполкового состава, входивших в состав танковых армий (32 пушки ЗИС-3 и 12 пушек БС-3), сформированных с 26 августа 1944 года. Некоторое количество пушек БС-3 использовалось в корпусной артиллерии Красной Армии тех лет. В послевоенный период для буксировки орудия обычно использовался полубронированный артиллерийский тягач АТ-П
В качестве тягача БС-3 также использовался МТ-ЛБ (МТ-ЛБВ). Несколько ранее — использовались тягач АТ-Л, автомобили ЗИС-151 и ЗИЛ-157 или бронетранспортер БТР-152, а в последние годы войны — тягач Я-12 и полугусечный бронированный тягач М2 (по другим данным — Студебеккер US-6).

## Производство
| Производство пушки БС-3 |      |      |      |      |      |      |      |      |       |
| Год                     | 1944 | 1945 | 1946 | 1947 | 1948 | 1949 | 1950 | 1951 | Всего |
| Завод № 7               | 66   | 422  | 1015 | 306  | 201  | 256  | 107  | 200  | 2573  |
| Завод № 232             | 275  | 720  | 250  | -    | -    | -    | -    | -    | 1245  |
| Итого                   | 341  | 1142 | 1265 | 306  | 201  | 256  | 107  | 200  | 3818  |

## Боевое применение
БС-3 успешно использовалась начиная с боёв на Сандомирском плацдарме и до самого окончания Великой Отечественной войны в качестве мощного противотанкового орудия для борьбы с танками врага на всех дистанциях и в качестве корпусного орудия для дальней контрбатарейной стрельбы, благодаря своей высокой дальности огня.
По состоянию на 24 октября 2023 года зафиксированы случаи использования БС-3 обеими сторонами в войне России против Украины

## Характеристики и свойства боеприпасов
| Боеприпасы 100-мм полевой пушки обр.1944 г. БС-3 |                                                                     |               |                    |                   |             |                  |                       |                                                |                            |
| Марка выстрела                                   | Тип снаряда                                                         | Марка снаряда | Масса выстрела, кг | Масса снаряда, кг | Масса ВВ, г | Марка взрывателя | Дульная скорость, м/с | Дальность прямого выстрела по цели высотой 2 м | Год принятия на вооружение |
| Бронебойные снаряды                              |                                                                     |               |                    |                   |             |                  |                       |                                                |                            |
| УБР-412                                          | бронебойный остроголовый, трассирующий                              | БР-412        | 30,10              | 15,88             | 65          | МД-8             | 897                   | 1040                                           | 1944                       |
| УБР-412Б                                         | бронебойный тупоголовый с баллистическим наконечником, трассирующий | БР-412Б       | 30,10              | 15,88             | 65          | МД-8             | 897                   | 1040                                           | 1944                       |
| Осколочно-фугасные снаряды                       |                                                                     |               |                    |                   |             |                  |                       |                                                |                            |
| УО-412                                           | морская осколочная граната                                          | О-412         | н/д                | 15,94             | н/д         | РГМ              | 898                   | 1200                                           |                            |
| УОФ-412                                          | осколочно-фугасный                                                  | ОФ-412        | 30,20              | 15,60             | 1460        | РГМ              | 900                   | 1100                                           |                            |
| УОФ-412У                                         | осколочно-фугасный, с уменьшенным зарядом                           | ОФ-412        | 27,10              | 15,60             | 1460        | РГМ              | 600                   | 730                                            |                            |

| Таблица бронепробиваемости для БС-3 |                        |                        |                        |                        |                        |
| Снаряд \ Расстояние, м | 500                    | 1000                   | 1500                   | 2000                   | 3000                   |
| БР-412 |                        |                        |                        |                        |                        |
| (угол встречи 90°) | 155                    | 135                    | 115; 116               | 100; 99                | 75                     |
| (угол встречи 60°) | 125                    | 110                    | 95                     | 80; 87                 | 60                     |
| БР-412Б |                        |                        |                        |                        |                        |
| (угол встречи 90°) | 160; 162               | 150; 149               | 135; 132               | 125; 124               | 105                    |
| (угол встречи 60°) | 130                    | 120                    | 110                    | 100                    | 85                     |
| (угол встречи 35°) | 73                     | 68                     | 62                     | 57                     | н/д                    |
| БР-412Д |                        |                        |                        |                        |                        |
| (угол встречи 90°) | 200                    | 185                    | 170                    | 155                    | 125                    |
| (угол встречи 60°) | 150                    | 140                    | 130                    | 120                    | 100                    |
| 3БМ8 |                        |                        |                        |                        |                        |
| (угол встречи 90°) | н/д                    | н/д                    | н/д                    | 290                    | н/д                    |
| (угол встречи 30°) | н/д                    | н/д                    | н/д                    | 80                     | н/д                    |
| БК5М |                        |                        |                        |                        |                        |
| (угол встречи 90°) | 390 на любой дистанции | 390 на любой дистанции | 390 на любой дистанции | 390 на любой дистанции | 390 на любой дистанции |
| (угол встречи 30°) | 180 на любой дистанции | 180 на любой дистанции | 180 на любой дистанции | 180 на любой дистанции | 180 на любой дистанции |
| Следует помнить, что в разное время и в разных странах использовались различные методики определения бронепробиваемости. Как следствие, прямое сравнение с аналогичными данными других орудий часто оказывается невозможным. |                        |                        |                        |                        |                        |

## Операторы

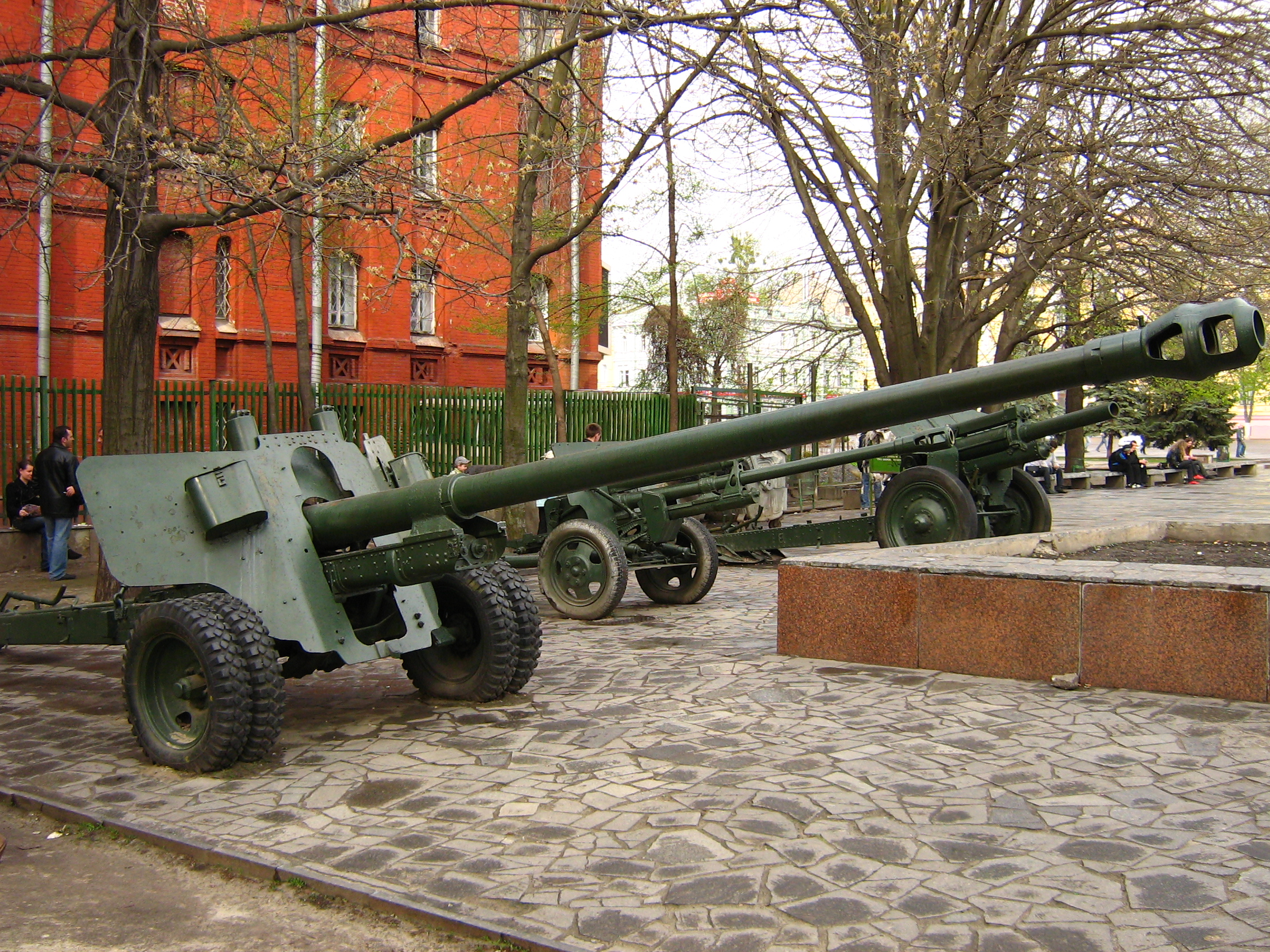
Памятник в Харькове (на первом плане)

- Вьетнам — некоторое количество по состоянию на 2024 год.[11] Всего поставлено 250 штук в 1960 году[12][13]
- Кипр — 6 по состоянию на 2024 год[11]
- Киргизия — 18 по состоянию на 2024 год[11]
- КНДР — некоторое количество по состоянию на 2024 год.[11] Всего поставлено 500 штук в 1953 году[13]
- Конго — 10 по состоянию на 2024 год[11]
- Мозамбик — 20 по состоянию на 2024 год[11]
- Монголия — некоторое количество по состоянию на 2024 год.[11] Всего поставлено 25 штук в 1965 году[13]
- Никарагуа — 24 по состоянию на 2024 год[11]
- Судан — некоторое количество по состоянию на 2024 год[11]. Всего поставлено 20 штук в 1973 году[13]
- Украина — сняты с вооружения на 2012 год, но отмечено использование во время Российского вторжения на Украину (2022)[14].

### Бывшие
- Афганистан — Всего поставлено 250 штук в 1962 году.[13] Списаны[11]
- Болгария — 89 по состоянию на 2007 год[15]. Списаны[11]
- ГДР — Всего поставлено 144 штуки в 1958 году[13].
- Египет — Всего поставлено 100 штук в 1965 году[13]. Списаны[11]
- Индия — Всего поставлено 350 штук в 1969 году[13]. Списаны[11]
- Йемен — 20 по состоянию на 2007 год[16]. Списаны[11]
- Либерия — Всего поставлено 8 штук в 1987 году из Румынии[13]. Списаны[11]
- Ливан — Всего поставлено 18 штук в 1987 году из Израиля[13]. Списаны[11]
- Мали — 6 по состоянию на 2007 год[17]. Списаны[11]
- Сирия — Всего поставлено 300 штук в 1970 году[13]. Списаны[11]
- Сомали — Всего поставлено 25 штук в 1974 году[13]. Списаны[11]
- СССР — перешли к России и образовавшимся республикам
  -  Россия — по состоянию на 2016 год сняты с вооружения

## Где можно увидеть
- Болгария
  - София — Национальный музей военной истории
- Израиль
  - Тель-Авив — Музей Армии обороны Израиля
- Россия
  - Благовещенск, Амурская область — Площадь победы.
  - Верхняя Пышма, Свердловская область — Музей военной и автомобильной техники УГМК[18].
  - Королёв, Московская область — Мемориал Славы (см. илл. →).
  - Лыткарино, Московская область — Центральная площадь города (фото).
  - Падиково (Истринский район), Московская область — Музей отечественной военной истории.
  - Пермь, Пермский край — Музей «Мотовилихинских заводов»
  - Санкт-Петербург — Военно-исторический музей артиллерии, инженерных войск и войск связи
  - Ставрополь, Ставропольский край — Музей «Патриот» в городе.
  - Хабаровск, Хабаровский край — Военно-исторический музей Восточного (Дальневосточного) военного округа
  - Шуя, Ивановская область — Мемориал на площади Фрунзе.
  - Курск, Курская область - мемориальный комплекс "Курская дуга"
  - Владикавказ, Барбашово поле
  - Тула, территория бывшего ТВАИУ
  - Оренбург. Выставочный комплекс Салют-Победа!
- Украина
  - Овруч, Житомирская область — Площадь перед городским парком.
  - Харьков, Харьковская область — Площадь конституции, экспозиция за Харьковским историческим музеем.
  - Переяславль, Киевская область — Мемориальный парк "Аллея Славы"

## Галерея

100-мм полевая пушка обр. 1944 года БС-3 в музеях
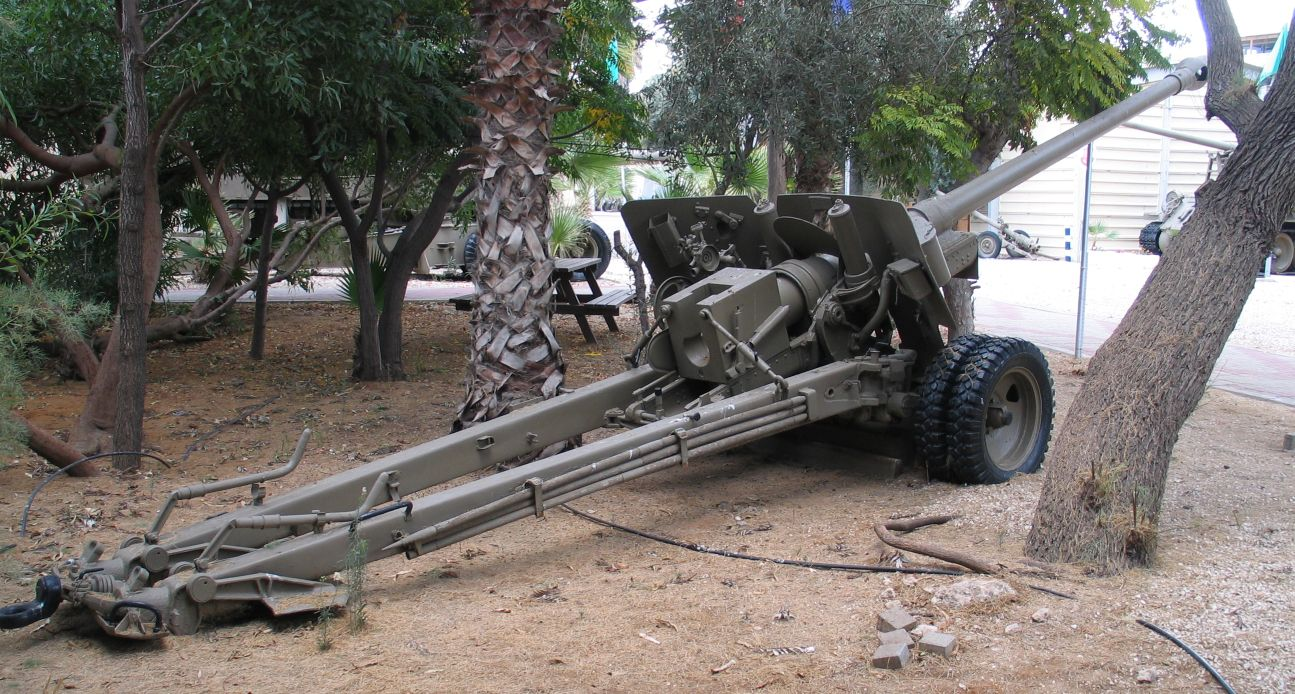
В Музее Армии обороны Израиля, Тель-Авив
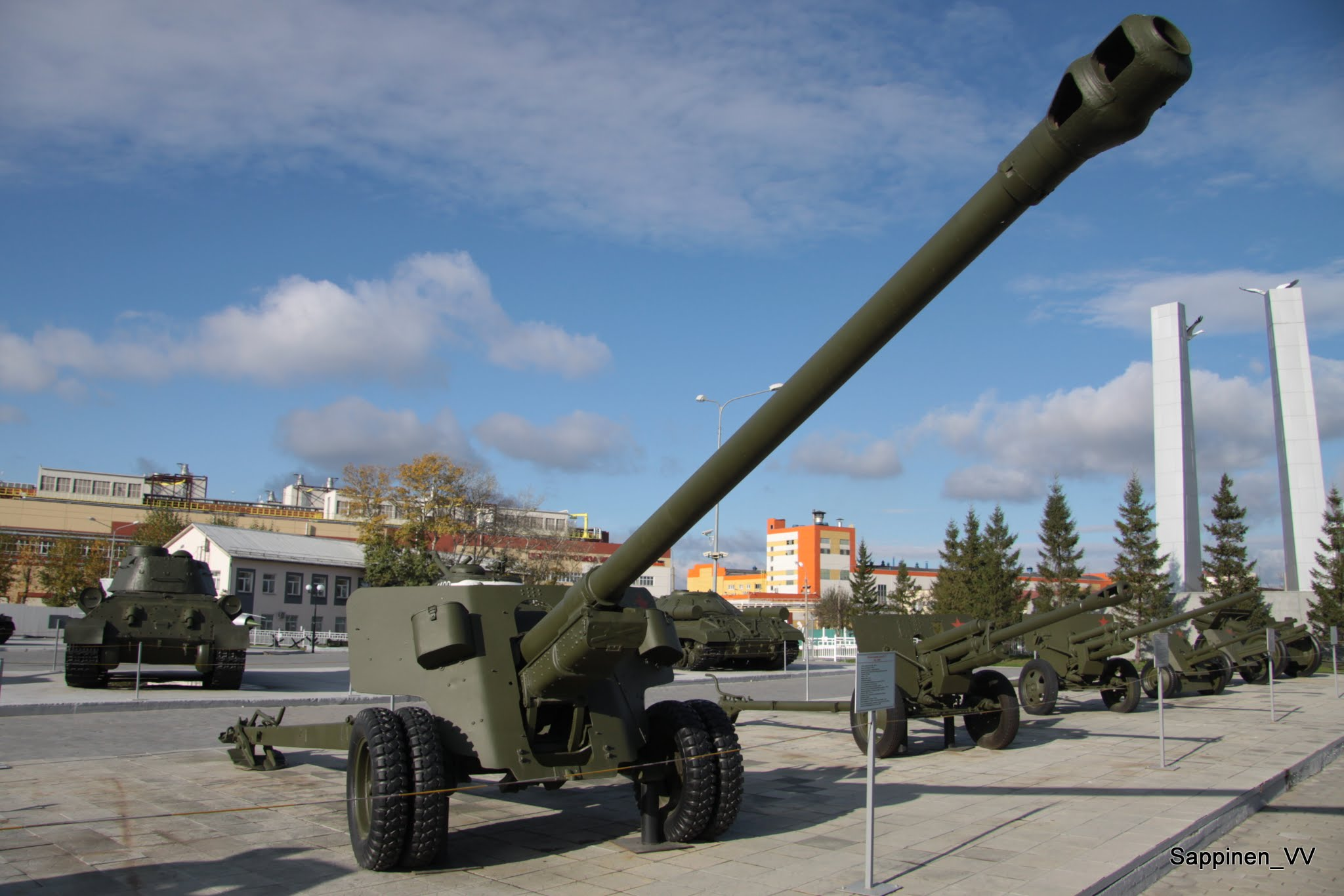
Музейный комплекс УГМК, г. Верхняя Пышма, Свердловская область
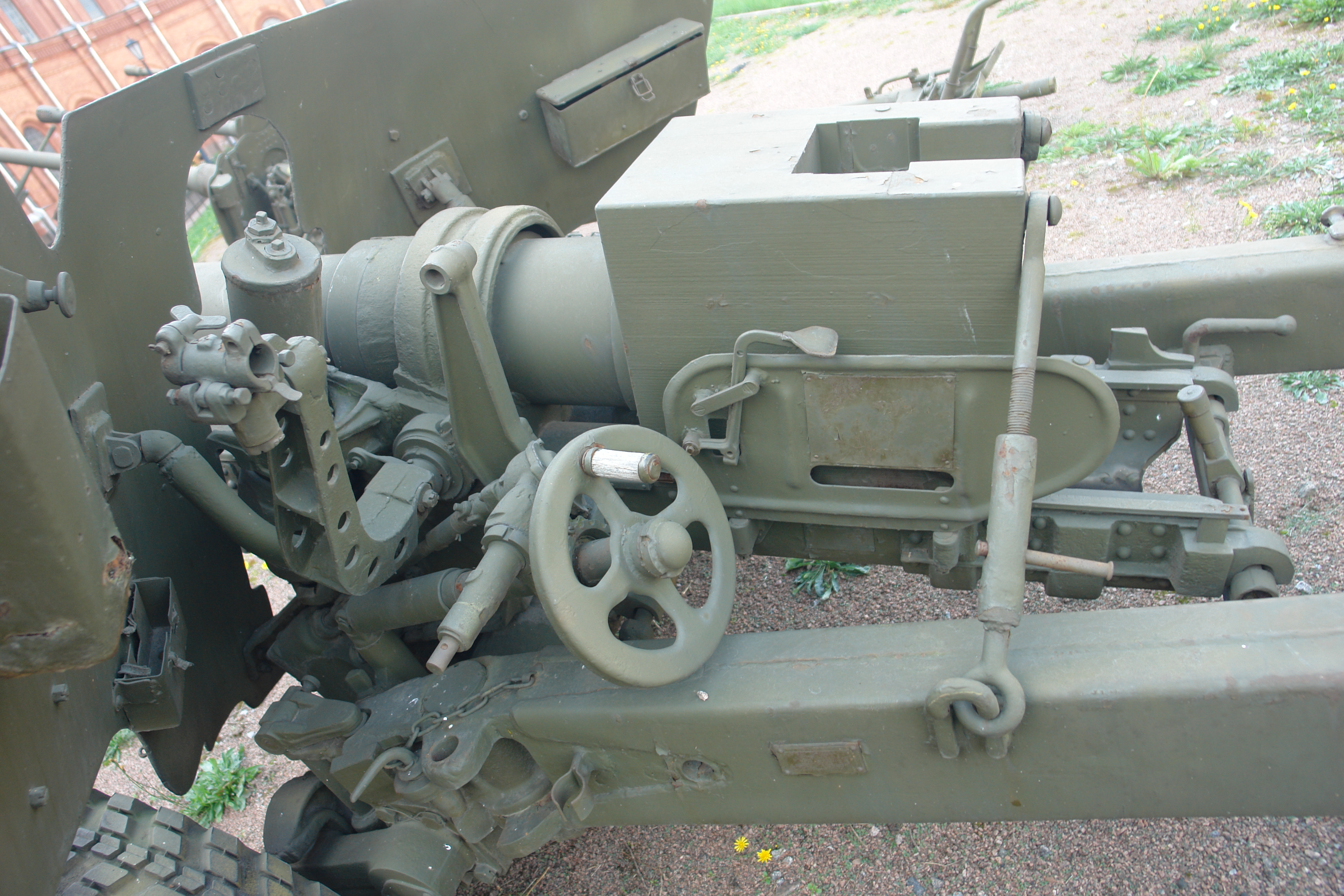
В Военно-историческом музее артиллерии, инженерных войск и войск связи, Санкт-Петербург
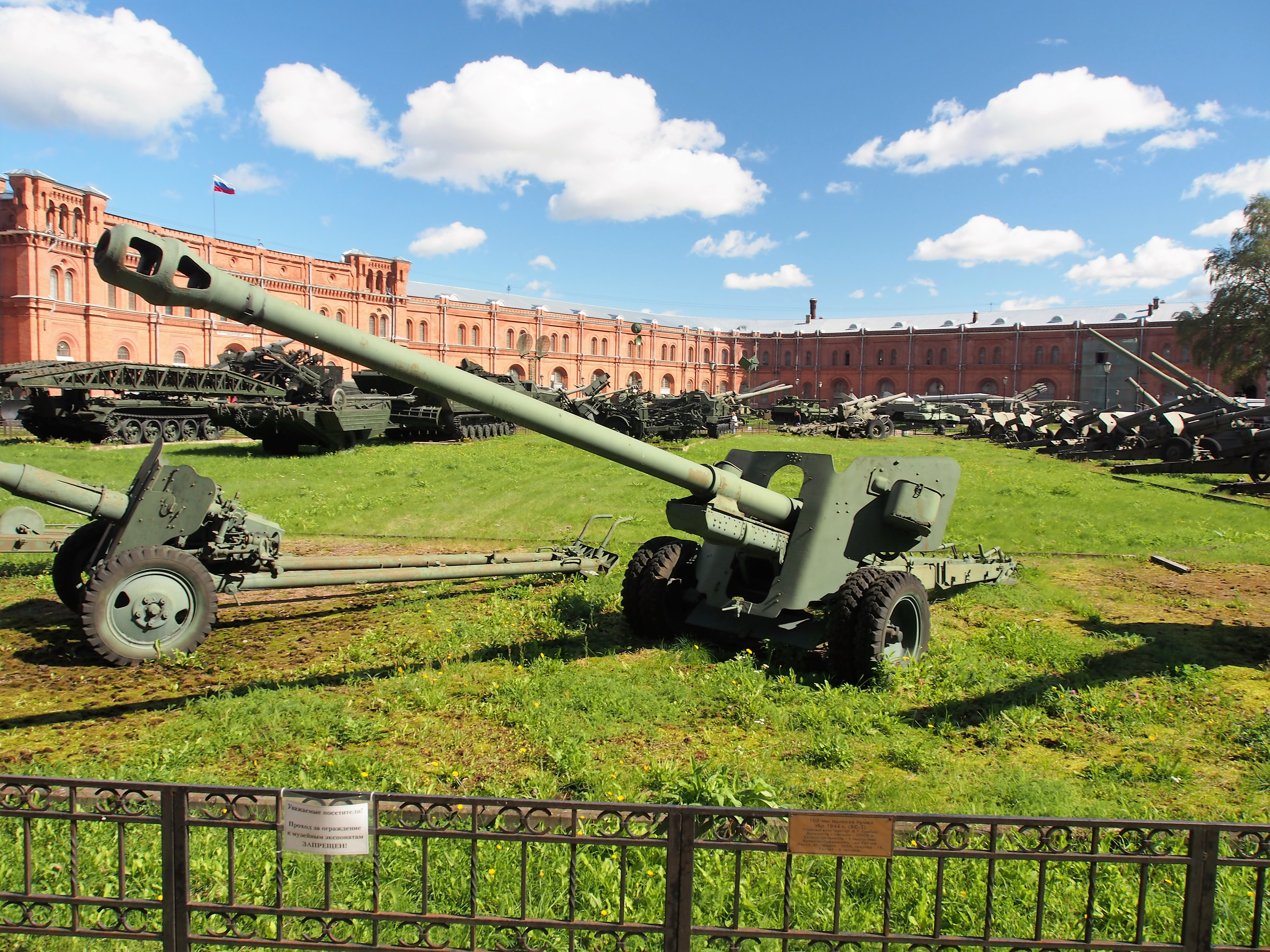
В Военно-историческом музее артиллерии, инженерных войск и войск связи, Санкт-Петербург
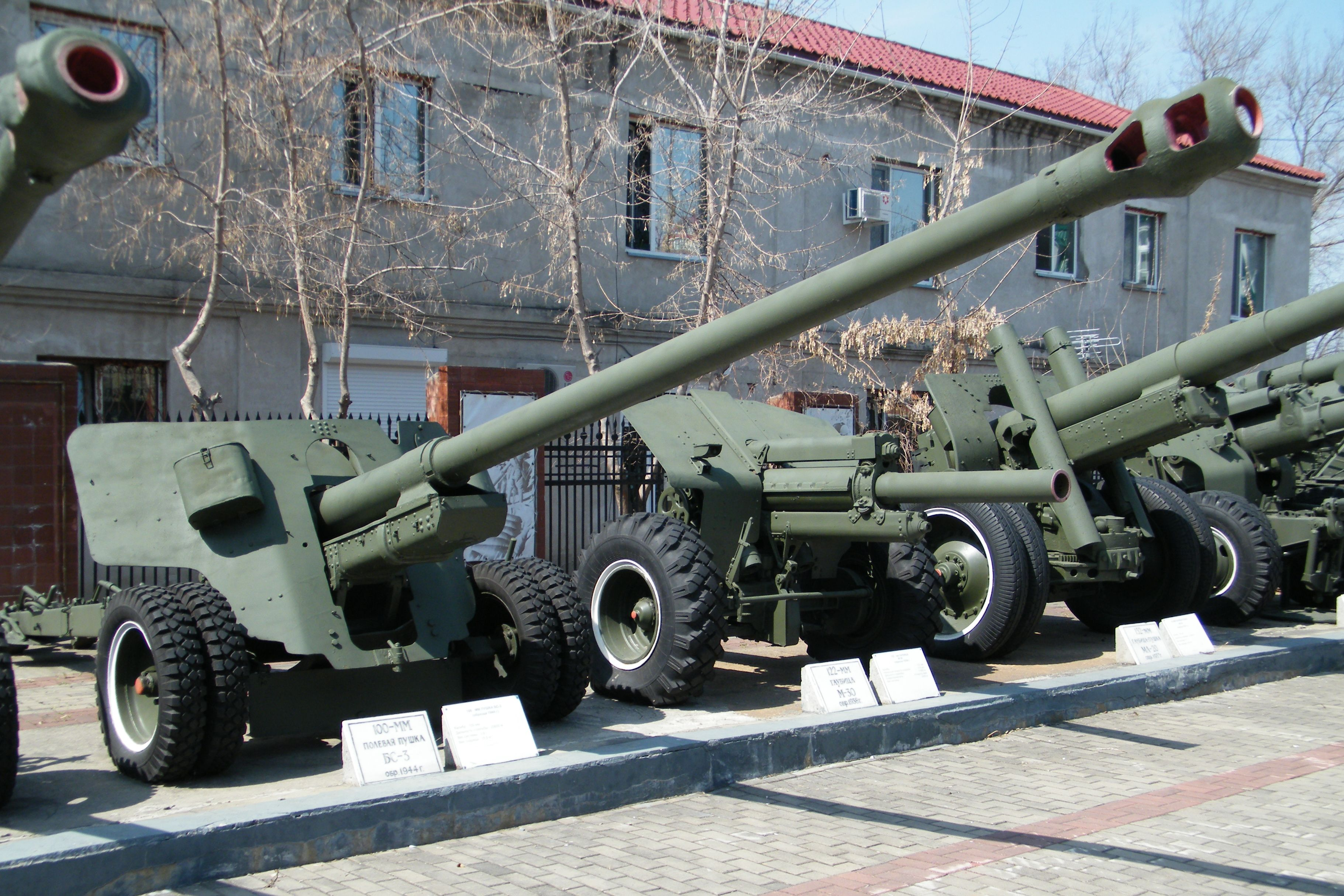
В Военно-историческом музее Восточного (Дальневосточного) военного округа, Хабаровск
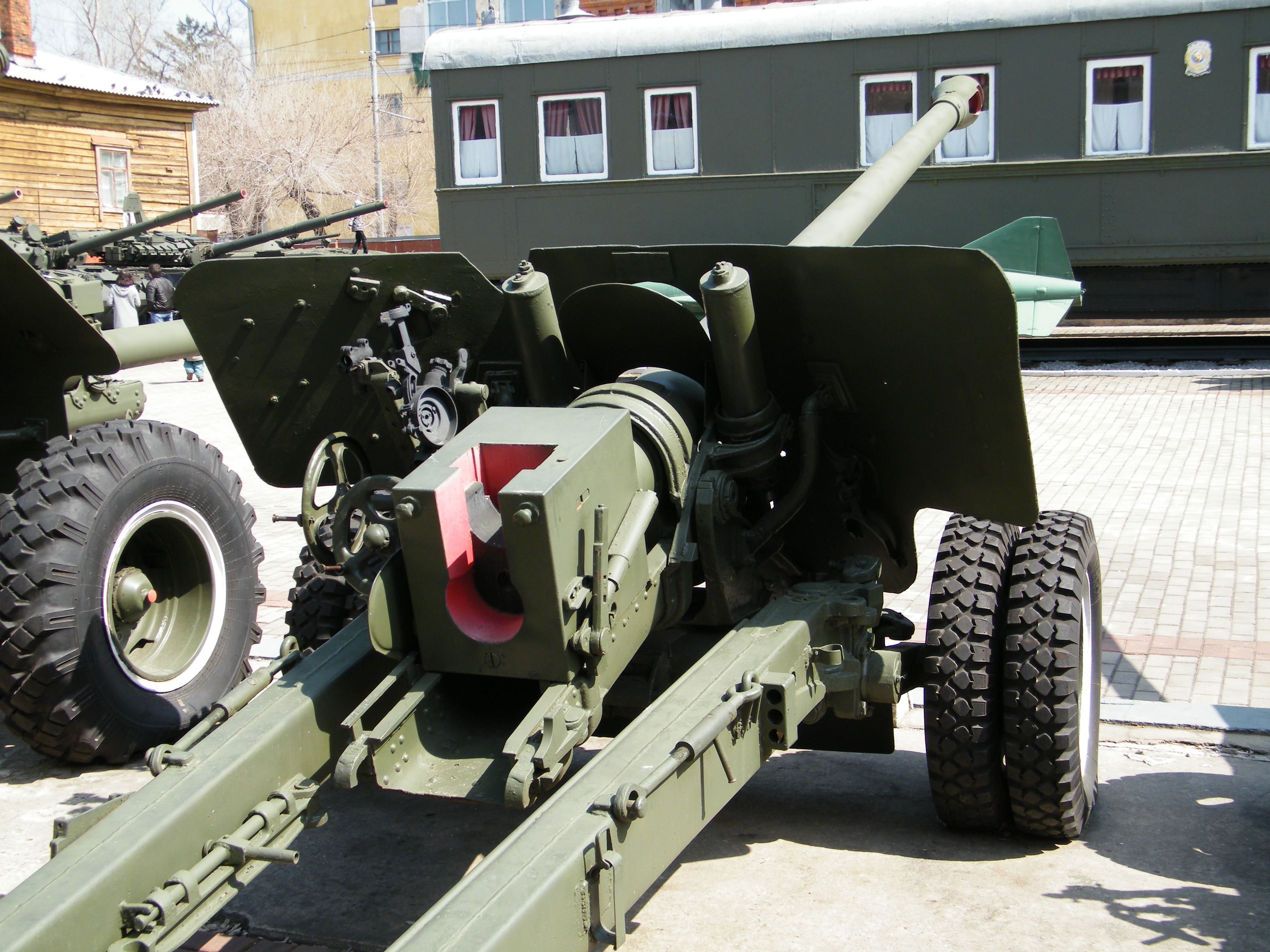
В Военно-историческом музее Восточного (Дальневосточного) военного округа, Хабаровск
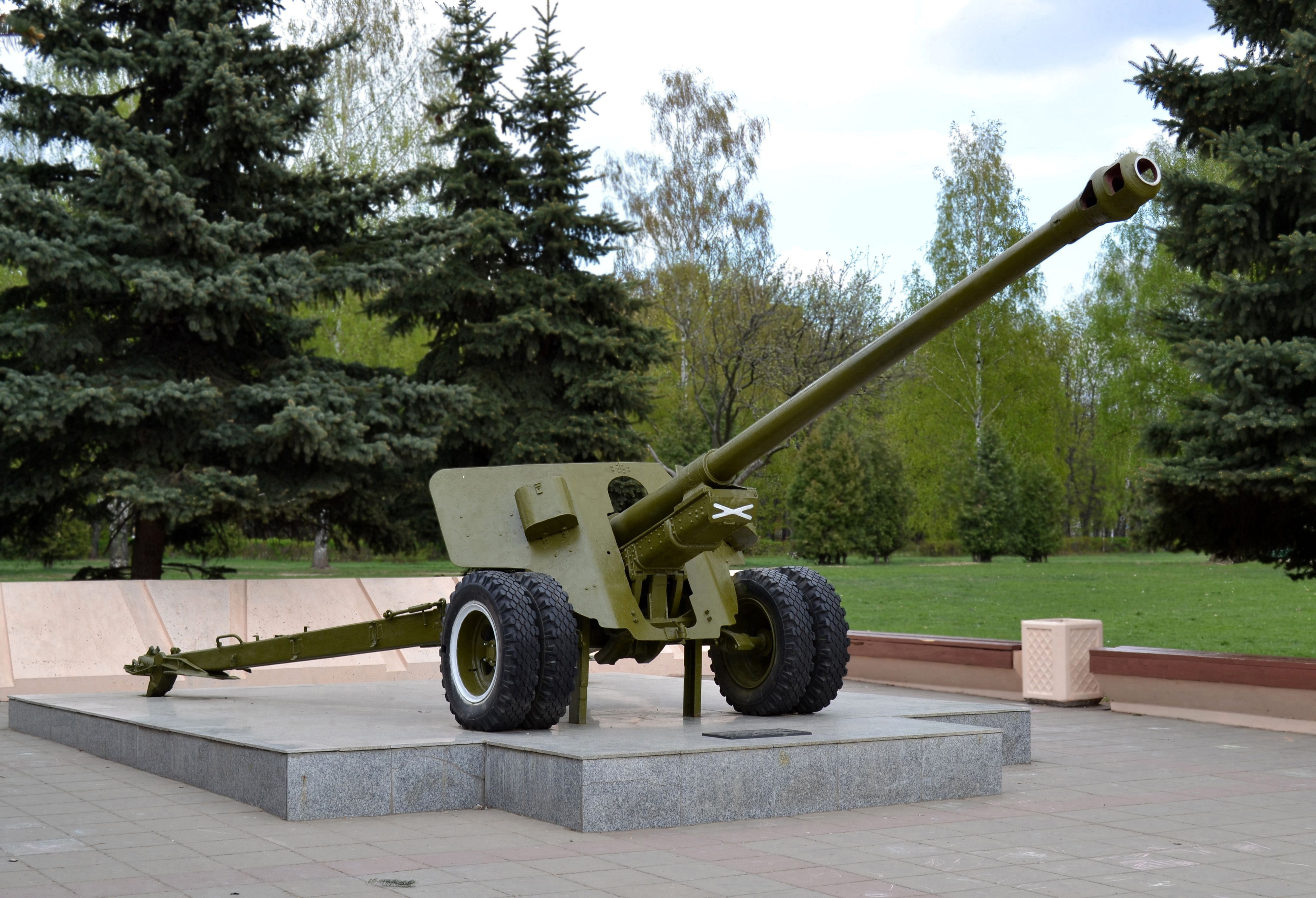
На Мемориале Славы, Королёв
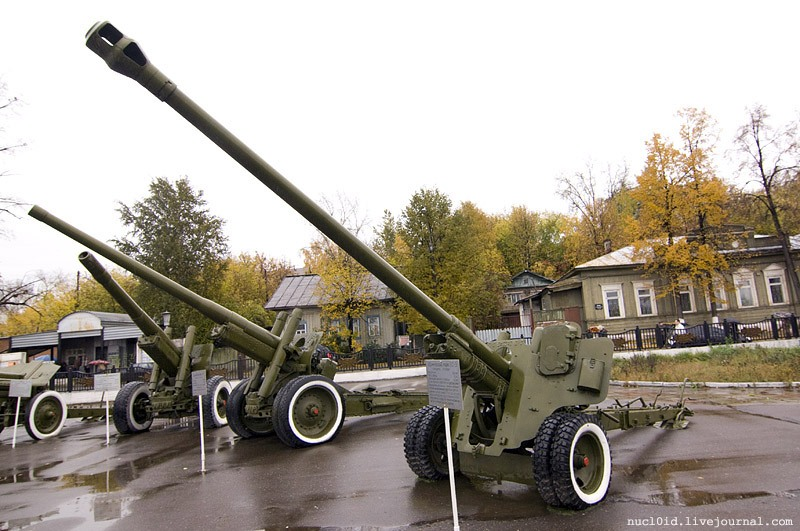
В Музее «Мотовилихинских заводов», Пермь
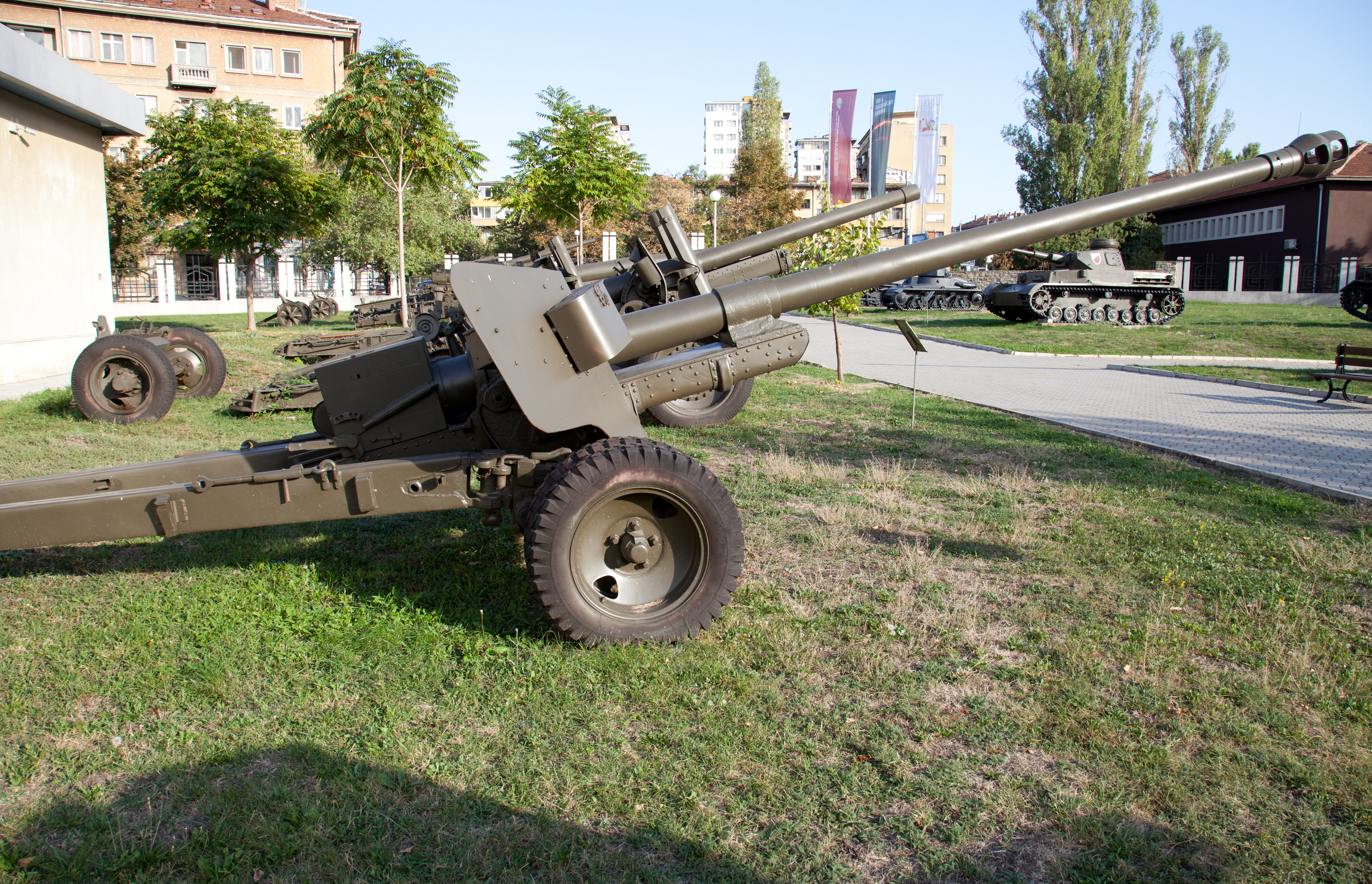
В Национальном музее военной истории, София
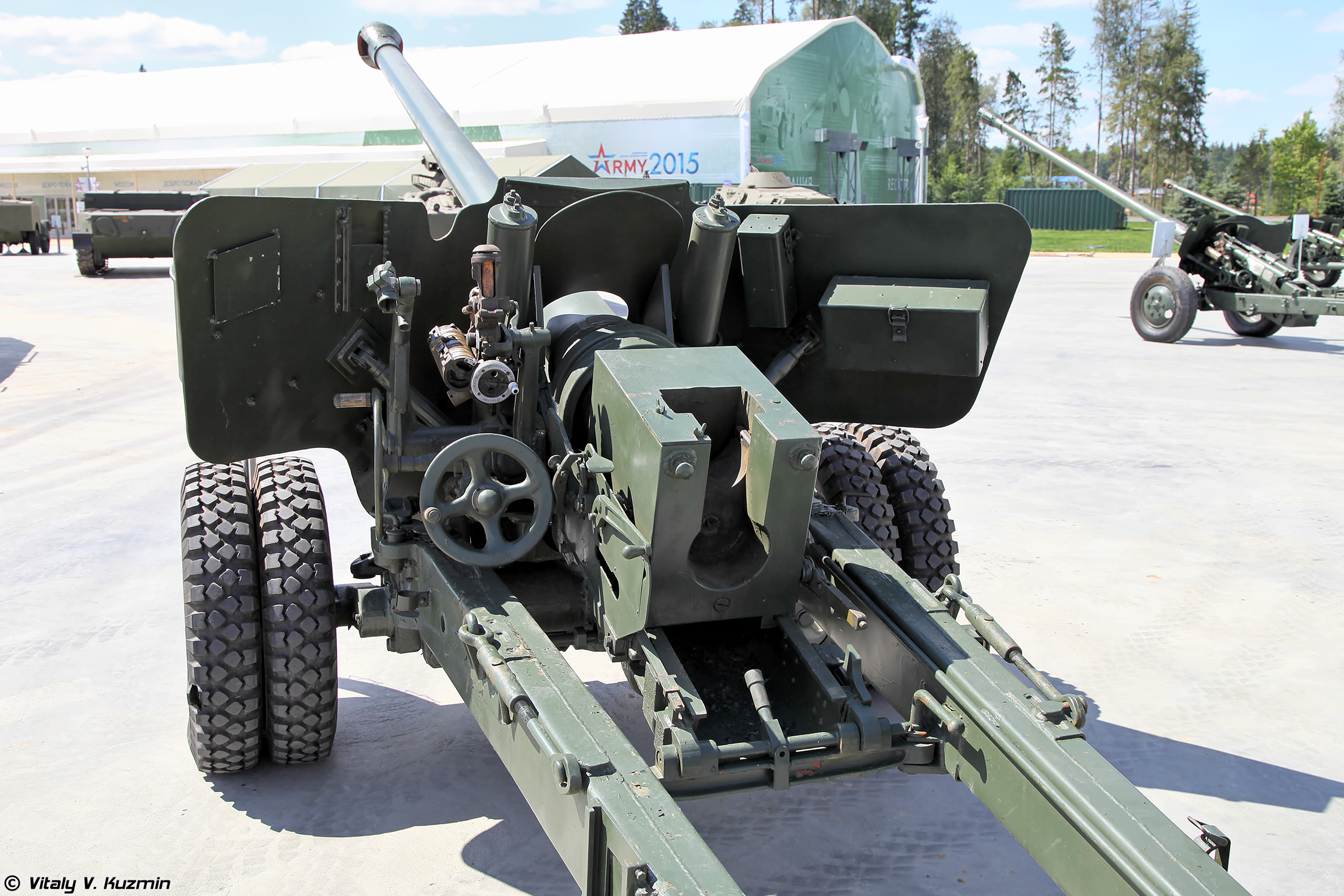
В парке «Патриот», Московская область